# Novomijáilovskoye (Kushchóvskaya, Krasnodar)
Novomijáilovskoye (del ruso: Новомихайловское) es un posiólok del raión de Kushchóvskaya del krai de Krasnodar, en Rusia. Está situado a orillas del río Kugo-Yeya, afluente del Yeya, 14 km al noroeste de Kushchóvskaya y 177 km al norte de Krasnodar, la capital del krai. Tenía 1 163 habitantes en 2010
Es cabeza del municipio Novomijáilovskoye, al que pertenecen asimismo Komunar, Fedorianka y Chekunovka.

## Transporte
Al oeste de la localidad pasa la carretera federal M4 Don.